# 城巴595線
城巴595線是香港一條來往海怡半島和石排灣的循環路線，是方便海怡半島居民購物的短程路線。

## 歷史
- 1992年5月26日，配合海怡半島第一期落成而投入服務，由中華巴士營辦，以全空調巴士服務。
- 1995年2月17日，總站遷往海怡半島第四期下（以前總站設於現海韻閣站）。
- 1997年3月2日，改經成都道及香港仔巴士總站。
- 1998年9月1日，中華巴士專營權結束，改由新世界第一巴士營辦。
- 2008年6月8日，全程車費從$3加至$3.2。
- 2018年4月30日：增設實時抵站時間查詢服務。
- 2023年7月1日：新巴與城巴合併，改由城巴營辦。
- 2024年4月7日：延長路線至石排灣邨，往石排灣方向增設「洛陽街」站。每日頭班車提早至06:00開出，並新增與95C線的轉乘優惠，以配合95線取消服務。[1]

## 服務時間及班次
| 海怡半島開       | 海怡半島開  | 海怡半島開   |
| 日期             | 服務時間    | 班次（分鐘） |
| ---------------- | ----------- | ------------ |
| 星期一至五       | 06:00       | 06:00        |
| 星期一至五       | 06:15-06:48 | 11           |
| 星期一至五       | 06:48-07:00 | 12           |
| 星期一至五       | 07:00-09:00 | 15           |
| 星期一至五       | 09:00-10:00 | 12           |
| 星期一至五       | 10:00-13:00 | 10           |
| 星期一至五       | 13:00-13:54 | 9            |
| 星期一至五       | 13:54-15:44 | 10           |
| 星期一至五       | 15:44-17:04 | 8            |
| 星期一至五       | 17:04-17:15 | 11           |
| 星期一至五       | 17:15-23:45 | 15           |
| 星期六           | 06:00       | 06:00        |
| 星期六           | 06:10-08:55 | 15           |
| 星期六           | 08:55-09:50 | 11           |
| 星期六           | 09:50-17:00 | 10           |
| 星期六           | 17:00-19:00 | 12           |
| 星期六           | 19:00-23:45 | 15           |
| 星期日及公眾假期 | 06:00       | 06:00        |
| 星期日及公眾假期 | 06:10-08:10 | 12           |
| 星期日及公眾假期 | 08:10-13:00 | 10           |
| 星期日及公眾假期 | 13:00-15:00 | 12           |
| 星期日及公眾假期 | 15:00-19:00 | 10           |
| 星期日及公眾假期 | 19:00-23:45 | 15           |

## 收費
全程：$4.0
| - 本線設有12歲以下小童及65歲或以上長者半價優惠。 - 65歲或以上香港居民使用「樂悠咭」，以及12歲以下合資格殘疾兒童使用「殘疾人士身份」個人八達通繳付車資，均可享有每程$2.0或半價（以較低者為準）的票價優惠；12至64歲合資格殘疾人士使用「殘疾人士身份」個人八達通（包括「樂悠咭」），以及60至64歲香港居民使用「樂悠咭」繳付車資，均可享有每程$2.0或全費（以較低者為準）的票價優惠。 - 65歲或以上長者如使用長者或一般個人八達通繳付車資，則只可享有半價優惠；12至64歲合資格殘疾人士如不使用「殘疾人士身份」個人八達通，以及60至64歲人士如不使用「樂悠咭」繳付車資，必須繳付全費。 - 乘客可以現金或八達通於上車時付款，不設找續。 - 每位成人乘客可免費攜帶最多兩名4歲以下而不佔座位的兒童乘客乘車，超額之4歲以下小童必須繳付小童車費乘車。 - 九龍巴士、城巴及龍運巴士全職員工及家屬（不包括外判職員）可免費乘搭本路線，惟必須拍職員或職員家屬八達通。 - 乘客亦可使用AlipayHK「易乘碼」、支付寶、 WeChatHK／微信支付「搭車碼」、銀聯雲閃付「乘車碼」及BOC Pay「乘車碼」、具有感應式支付功能的VISA、Mastercard及銀聯卡，以及Apple Pay、Google Pay及Samsung Pay流動支付平台繳付車資。使用此支付方式的乘客可享有中途下車之分段收費，以及與其他城巴獨營路線或聯營線城巴班次之轉乘優惠，惟不適用於與非城巴路線之轉乘優惠。使用此支付方式的乘客亦不能享有「公共交通費用補貼計劃」及「長者及合資格殘疾人士公共交通票價優惠計劃」。 |

往香港仔方向，由海怡半島至香港仔海濱公園站登車的乘客，若需繼續前往業漁大廈或之後往海怡半島方向的巴士站，需於香港仔總站重新繳付車資。

### 八達通轉乘優惠
乘客登上本線後指定時間內以同一張八達通卡轉乘以下路線，或從以下路線登車後指定時間內以同一張八達通卡轉乘本線，次程可獲車資折扣優惠：
595←→48、78、94A，轉乘時限為60分鐘
- 595往石排灣 → 78往華貴邨、48或94A往華富，次程車資全免
- 78往黃竹坑或94A往利東邨 → 595往海怡半島，次程車資全免
- 48往深灣 → 595往海怡半島，回贈首程車資

595←→970X，次程可獲$1,5折扣優惠，轉乘時限為90分鐘
- 595往石排灣 → 970X往長沙灣
- 970X往香港仔 → 595往海怡半島

## 使用車輛
本線主要使用亞歷山大丹尼士Enviro 500（40XX、55XX）及富豪B9TL11.3米（45XX）。間中會出現亞歷山大丹尼士Enviro500mmc(56XX)

## 行車路線
經：怡南路、海怡路、鴨脷洲橋道、鴨脷洲邨巴士總站、鴨脷洲橋道、鴨脷洲大橋、香港仔海傍道、天橋、香港仔大道、洛陽街、東勝道、香港仔大道、香港仔水塘道、漁光道、香港仔水塘道、洛陽街、成都道、香港仔巴士總站、香港仔大道、鴨脷洲大橋、鴨脷洲橋道、怡南路、海怡路、鴨脷洲橋道及怡南路。

### 沿線車站
| 1                  | 海怡半島       | 海怡半島公共運輸交匯處 |
| 2                  | 海怡半島美暉閣 | 海怡路                 |
| 3                  | 海怡半島海韻閣 | 海怡路                 |
| 4                  | 鴨脷洲邨利澤樓 | 鴨脷洲橋道             |
| 5                  | 鴨脷洲邨       | 鴨脷洲邨巴士總站       |
| 6                  | 利枝道         | 鴨脷洲橋道             |
| 7                  | 鴨脷洲徑       | 鴨脷洲橋道             |
| 鴨脷洲大橋         |                |                        |
| 8                  | 逸港居         | 香港仔海旁道           |
| 9                  | 香港仔海濱公園 | 香港仔海旁道           |
| 香港仔大道行車天橋 |                |                        |
| 10                 | 洛陽街         | 洛陽街                 |
| 11                 | 崇文街         | 香港仔水塘道           |
| 12                 | 漁光村白沙樓   | 香港仔水塘道           |
| 13                 | 漁光村海鷗樓   | 漁光道                 |
| 14                 | 扶康會康復中心 | 漁光道                 |
| 15                 | 石排灣邨       | 漁光道                 |
| 16                 | 漁暉苑日暉閣   | 漁光道                 |
| 17                 | 漁暉苑景暉閣   | 漁光道                 |
| 18                 | 香港仔中心     | 成都道                 |
| 19                 | 香港仔         | 香港仔巴士總站         |
| 20                 | 業漁大廈       | 香港仔大道             |
| 鴨脷洲大橋         |                |                        |
| 21                 | 鴨脷洲徑       | 鴨脷洲橋道             |
| 22                 | 利枝道         | 鴨脷洲橋道             |
| 23                 | 御庭園         | 海怡路                 |
| 24                 | 海怡半島怡韻閣 | 海怡路                 |
| 25                 | 海怡半島海韻閣 | 海怡路                 |
| 26                 | 海怡半島       | 海怡半島公共運輸交匯處 |

## 相關相片

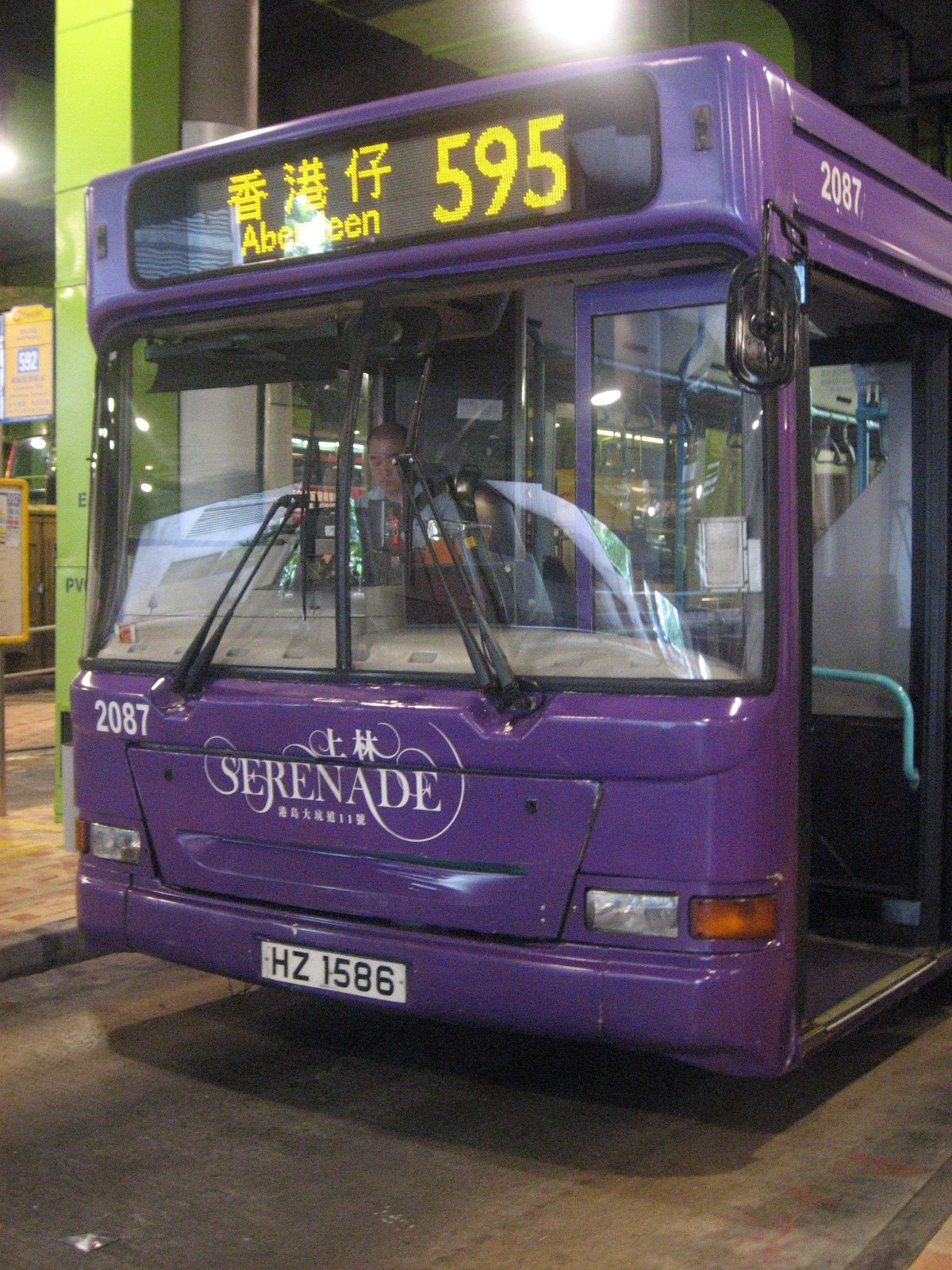
丹尼士飛鏢（車隊編號2087）行走595線
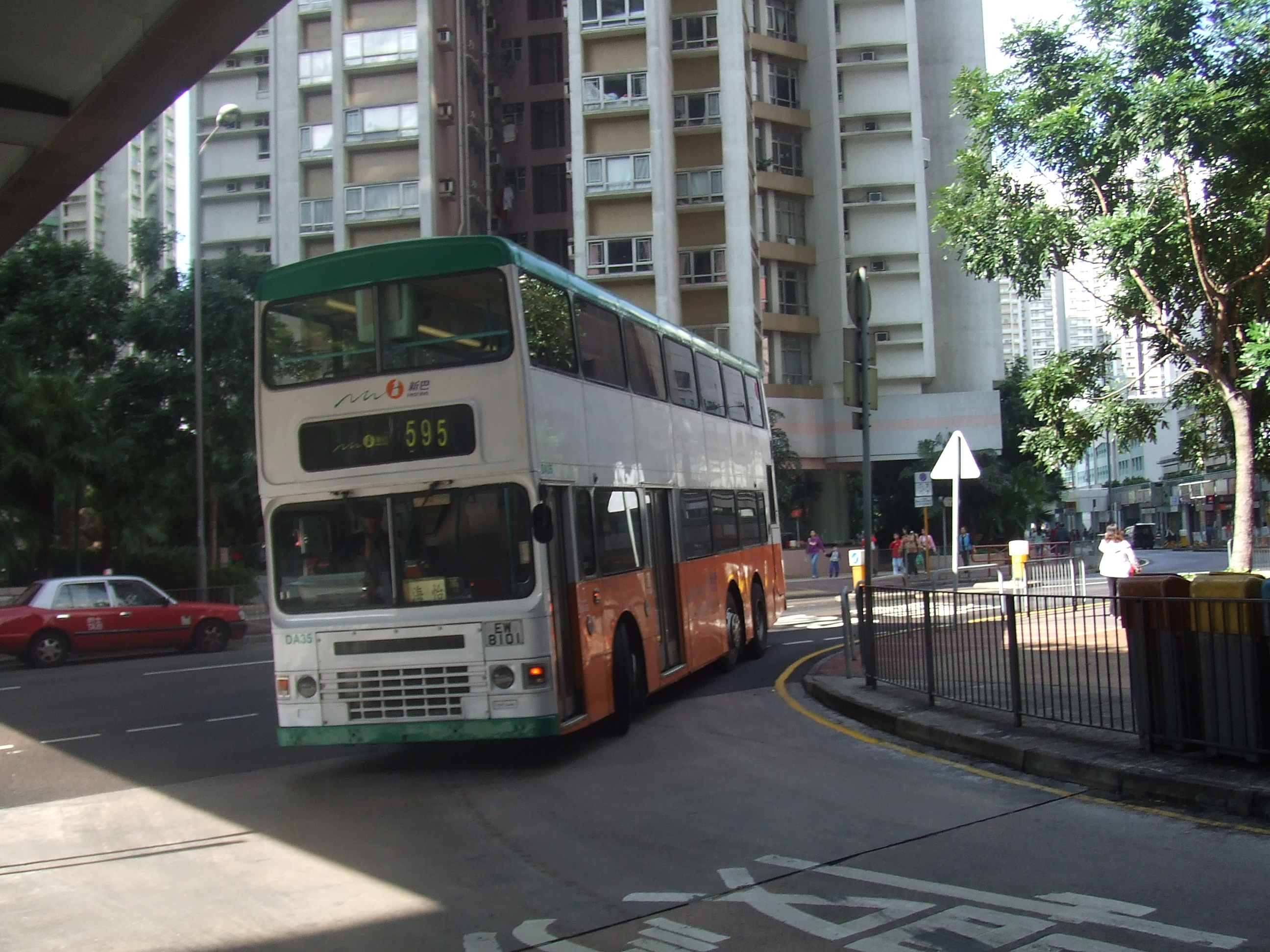
595線巴士正駛入海怡半島巴士總站
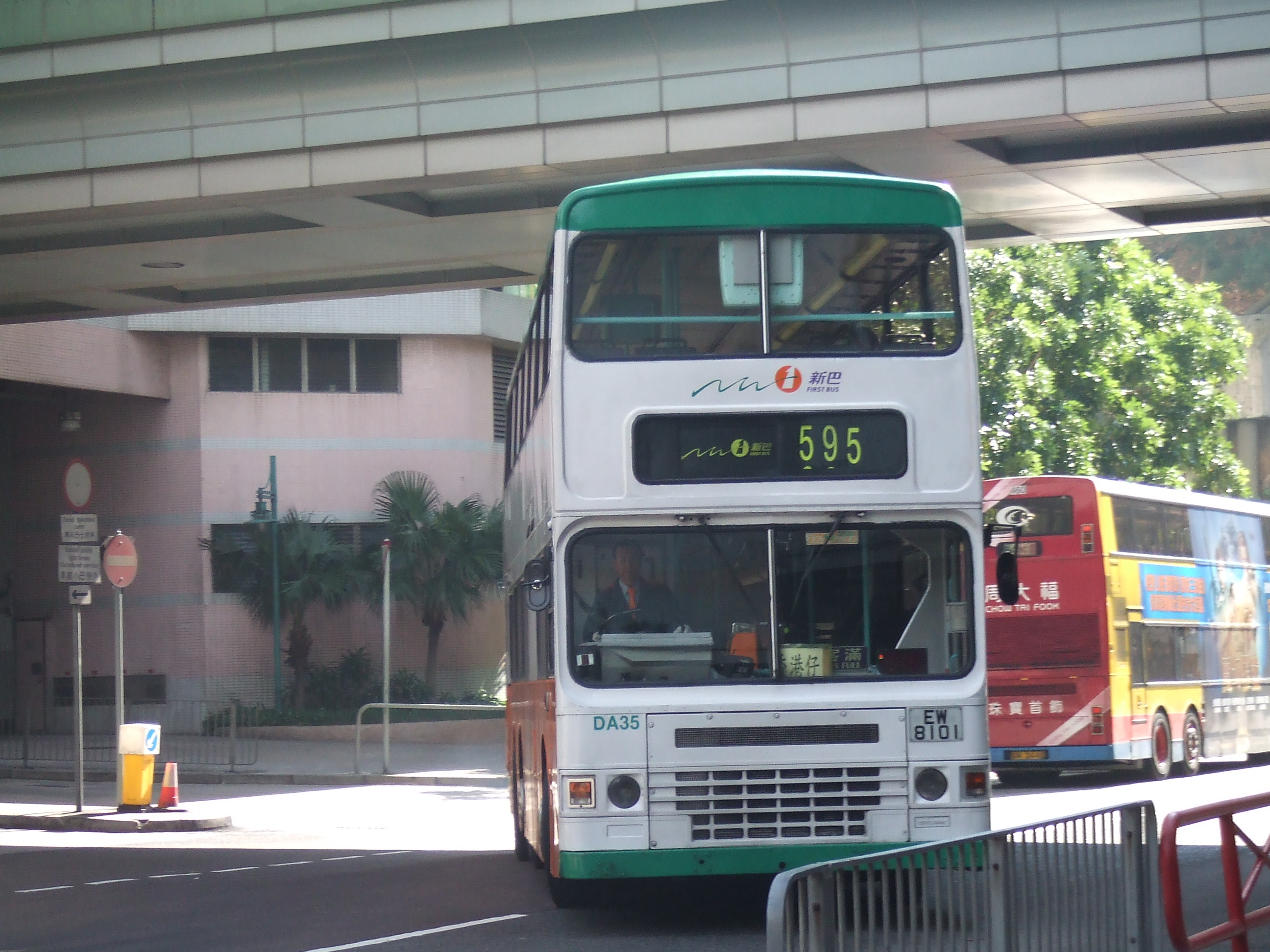
595線巴士駛出海怡半島巴士總站
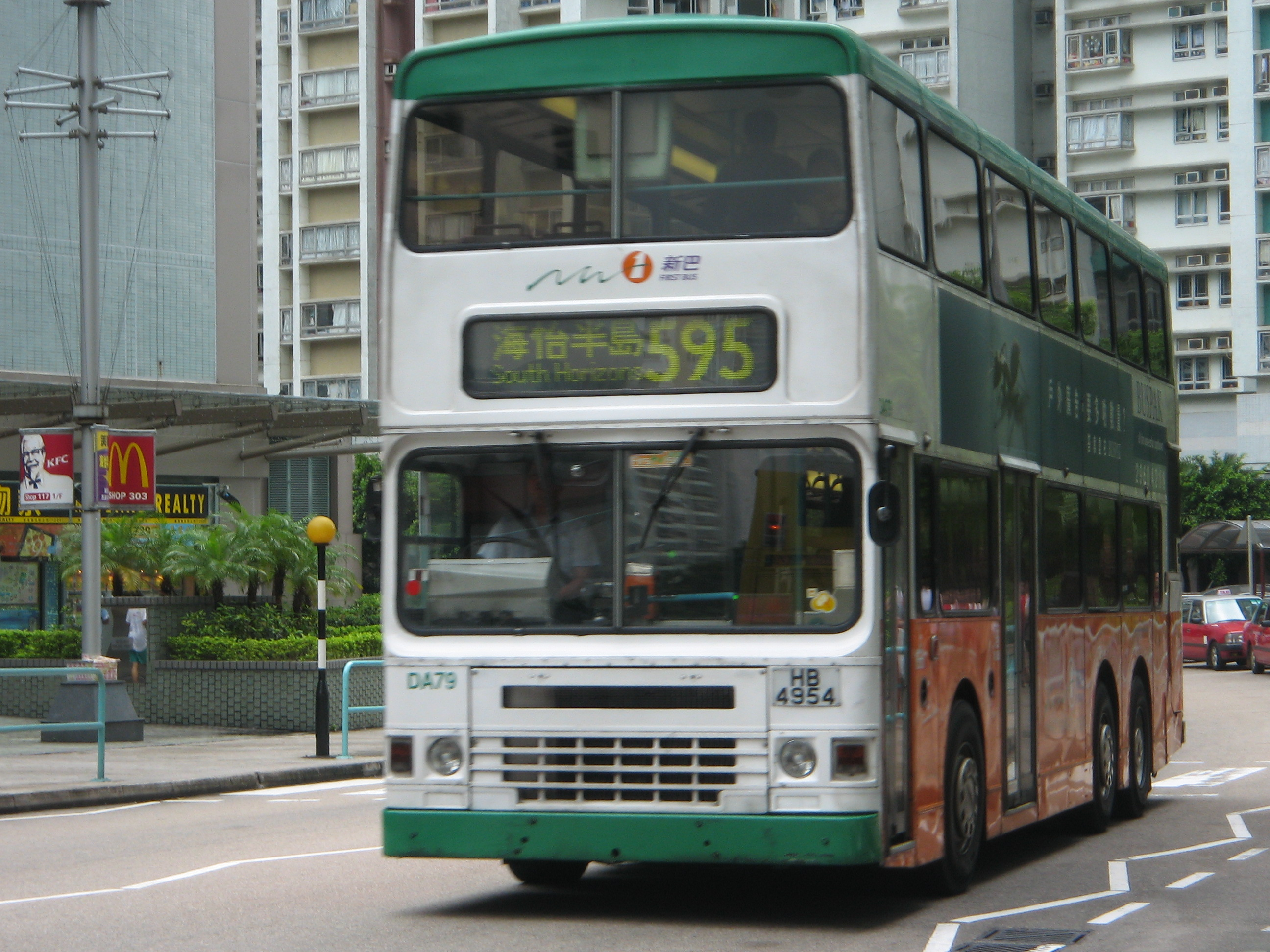
595線巴士於海韻閣站
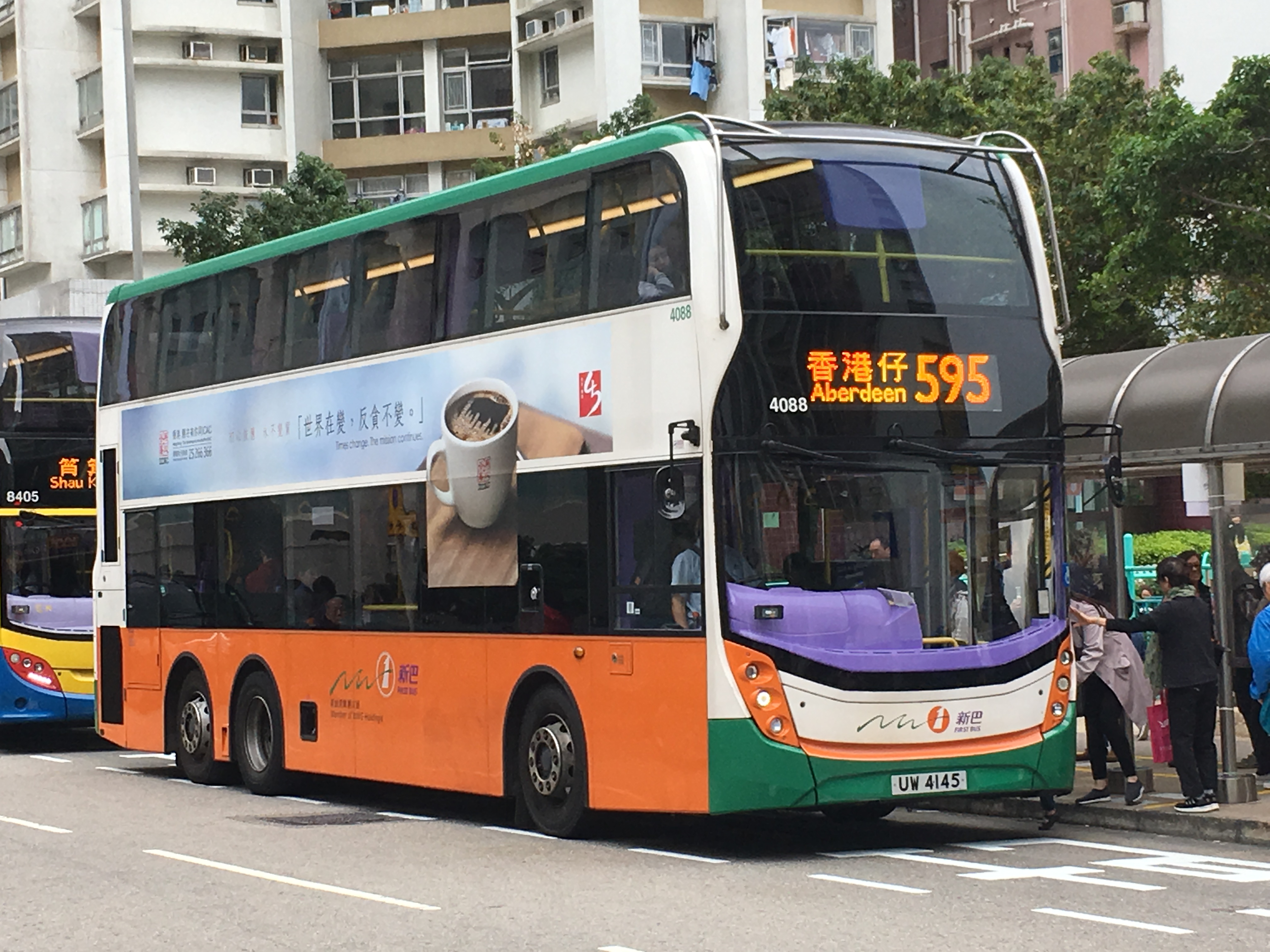

## 外部連結
- 官方網站路線資料 （页面存档备份，存于）
- 城巴595線路線圖 （页面存档备份，存于）
- 城巴595線詳細時間表 （页面存档备份，存于）